# Jacques Bongars
Jacques Bongars, né à Orléans en 1554 et mort à Paris le 29 juillet 1612, est un diplomate, historien et philologue français, auteur d'ouvrages sur l'histoire romaine et l'histoire des croisades.

## Biographie
Calviniste, il fut agent de Henri IV auprès du Saint-Empire romain germanique. 
Il hérita de la bibliothèque de Pierre Daniel, d'Orléans comme lui, et utilisa ce fonds de manuscrits anciens pour son  édition de Justin, Justinus, Trogi Pompeii Historiarum Philippicarum epitoma de manuscriptis codicibus emendatior et prologis auctior (1581). On lui doit également un recueil des historiens des croisades, intitulé Gesta Dei per Francos (1611), les Rerum Hungaricarum scriptores varii (1600) ainsi qu'un recueil de ses lettres, Epistolae (1647) et traduites en français en 1668-1670 par les Messieurs de Port-Royal sous le pseudonyme de Finé de Brianville.
Le fonds de la bibliothèque de Jacques Bongars se trouve conservé aujourd'hui dans les fonds de la Bibliothèque de la Bourgeoisie de Berne (Berner BürgerBibliothek).

## Sources
- Guibert de Nogent, Gesta Dei per Francos
- Michaud : Biographie universelle ancienne et moderne
- Annette Brasseur : Virgo parens : le destin d'une épigramme latine des premiers siècles de notre ère